# Mölltaler Polinik
Il Mölltaler Polinik (2.784 m s.l.m.) è la montagna più alta del Gruppo del Kreuzeck nelle Alpi dei Tauri occidentali. Si trova in Carinzia.